# Rhaconotus barri
Rhaconotus barri är en stekelart som beskrevs av Marsh 1976. Rhaconotus barri ingår i släktet Rhaconotus och familjen bracksteklar. Inga underarter finns listade i Catalogue of Life.